# Cândido Firmino de Mello-Leitão
Pour les articles homonymes, voir Leitão.
Cândido Firmino de Mello-Leitão est un arachnologiste brésilien né le 17 juillet 1886 à Campina Grande au Paraíba et mort le 14 décembre 1948 à Rio de Janeiro.
Il a été professeur de zoologie au Museu Nacional de Rio de Janeiro de 1931 à 1937 et président de l'Academia Brasileira de Ciências de 1943 à 1945. Il est considéré comme le fondateur de l'arachnologie brésilienne.

## Quelques taxons décrits
- Acanthoscurria chiracantha Mello-Leitão, 1923
- Acanthoscurria cunhae Mello-Leitão, 1923
- Acanthoscurria gomesiana Mello-Leitão, 1923
- Acanthoscurria juruenicola Mello-Leitão, 1923
- Acanthoscurria melanotheria Mello-Leitão, 1923
- Acanthoscurria parahybana Mello-Leitão, 1926
- Acanthoscurria paulensis Mello-Leitão, 1923
- Acanthoscurria rhodothele Mello-Leitão, 1923
- Acanthoscurria rondoniae Mello-Leitão, 1923
- Acanthoscurria violacea Mello-Leitão, 1923
- Amauropilio Mello-Leitão, 1937
- Ammotrecha araucana Mello-Leitão, 1942
- Ammotrechella bolivari Mello-Leitão, 1942
- Ammotrechula boneti Mello-Leitão, 1942
- Arochoides integrans Mello-Leitão, 1935
- Arochoides Mello-Leitão, 1935
- Arruda Mello-Leitão, 1940
- Avicularia ancylochira Mello-Leitão, 1923
- Avicularia bicegoi Mello-Leitão, 1923
- Avicularia cuminami Mello-Leitão, 1930
- Avicularia juruensis Mello-Leitão, 1923
- Avicularia nigrotaeniata Mello-Leitão, 1940
- Avicularia palmicola Mello-Leitão, 1945
- Avicularia pulchra Mello-Leitão, 1933
- Avicularia taunayi (Mello-Leitão, 1920)
- Bastioides Mello-Leitão, 1931
- Berlaia Mello-Leitão, 1940
- Bogdana Mello-Leitão, 1940
- Bourguyia Mello-Leitão, 1923
- Bresslauius Mello-Leitão, 1935
- Bristoweia Mello-Leitão, 1924
- Bunostigma Mello-Leitão, 1935
- Cadeadoius Mello-Leitão, 1936
- Calcarogyndes Mello-Leitão, 1932
- Camarana Mello-Leitão, 1935
- Camposicola Mello-Leitão, 1924
- Campostrecha felisdens Mello-Leitão, 1937
- Campostrecha Mello-Leitão, 1937
- Catumiri argentinense (Mello-Leitão, 1941)
- Cecoditha parva Mello-Leitão, 1939
- Cecoditha Mello-Leitão, 1939
- Ceropachylinus Mello-Leitão, 1943
- Ceropachylus Mello-Leitão, 1942
- Cesonia irvingi (Mello-Leitão, 1944)
- Cnemoleptes Mello-Leitão, 1941
- Cordobulgida bruchi Mello-Leitão, 1938
- Cordobulgida Mello-Leitão, 1938
- Cryptogeobius Mello-Leitão, 1935
- Cyclosternum garbei (Mello-Leitão, 1923)
- Cyriocosmus fasciatus (Mello-Leitão, 1930)
- Cyrtopholis zorodes Mello-Leitão, 1923
- Dasycleobis crinitus Mello-Leitão, 1940
- Dasycleobis Mello-Leitão, 1940
- Discocyrtoides Mello-Leitão, 1923
- Eopachylus Mello-Leitão, 1931
- Ergastria Mello-Leitão, 1941
- Eupalaestrus spinosissimus Mello-Leitão, 1923
- Friburgoia Mello-Leitão, 1931
- Fritziana Mello-Leitão, 1937
- Garatiba Mello-Leitão, 1940
- Gaucha fasciata Mello-Leitão, 1924
- Gaucha Mello-Leitão, 1924
- Gauchella stoeckeli Mello-Leitão, 1937
- Gauchella Mello-Leitão, 1937
- Goniosomoides Mello-Leitão, 1932
- Grammostola inermis Mello-Leitão, 1941
- Grammostola porteri (Mello-Leitão, 1936)
- Grammostola porteri Mello-Leitão, 1936
- Grammostola pulchra Mello-Leitão, 1921
- Guaraniticus Mello-Leitão, 1933
- Gyndesoides Mello-Leitão, 1933
- Gyndoides Mello-Leitão, 1927
- Hapalopus nigriventris (Mello-Leitão, 1939)
- Hapalopus nondescriptus Mello-Leitão, 1926
- Hapalotremus cyclothorax (Mello-Leitão, 1923)
- Hapalotremus exilis (Mello-Leitão, 1923)
- Hapalotremus muticus (Mello-Leitão, 1923)
- Hapalotremus scintillans (Mello-Leitão, 1929)
- Hemiercus proximus Mello-Leitão, 1923
- Hermachura leuderwaldti Mello-Leitão, 1923
- Hermachura Mello-Leitão, 1923
- Heteromeloleptes Mello-Leitão, 1931
- Heterophrynus seriatus Mello-Leitão, 1940
- Holmbergiana Mello-Leitão, 1931
- Holoversia Mello-Leitão, 1940
- Homoeomma hirsutum (Mello-Leitão, 1935)
- Homoeomma montanum (Mello-Leitão, 1923)
- Homoeomma uruguayense (Mello-Leitão, 1946)
- Ibotyporanga Mello-Leitão, 1944
- Iguapeia Mello-Leitão, 1935
- Iguassua Mello-Leitão, 1935
- Iporangaia Mello-Leitão, 1935
- Iridopelma zorodes (Mello-Leitão, 1926)
- Jussara Mello-Leitão, 1935
- Lasiodora acanthognatha Mello-Leitão, 1921
- Lasiodora citharacantha Mello-Leitão, 1921
- Lasiodora cristata Mello-Leitão, 1923
- Lasiodora cryptostigma Mello-Leitão, 1921
- Lasiodora difficilis Mello-Leitão, 1921
- Lasiodora dolichosterna Mello-Leitão, 1921
- Lasiodora dulcicola Mello-Leitão, 1921
- Lasiodora erythrocythara Mello-Leitão, 1921
- Lasiodora fracta Mello-Leitão, 1921
- Lasiodora itabunae Mello-Leitão, 1921
- Lasiodora lakoi Mello-Leitão, 1943
- Lasiodora mariannae Mello-Leitão, 1921
- Lasiodora parahybana Mello-Leitão, 1917
- Lasiodora pleoplectra Mello-Leitão, 1921
- Lasiodora sternalis (Mello-Leitão, 1923)
- Lasiodora subcanens Mello-Leitão, 1921
- Lihuelistata metamerica (Mello-Leitão, 1940)
- Liogonyleptoides Mello-Leitão, 1925
- Liops Mello-Leitão, 1940
- Lussanvira Mello-Leitão, 1935
- Lyogoniosoma Mello-Leitão, 1926
- Mangaratiba Mello-Leitão, 1940
- Mastigoproctus colombianus Mello-Leitão, 1940
- Mastigoproctus minensis Mello-Leitão, 1931
- Mastigoproctus perditus Mello-Leitão, 1931
- Mesochernes australis Mello-Leitão, 1939
- Metagraphinotus Mello-Leitão, 1927
- Metagyndoides Mello-Leitão, 1931
- Metalycomedes Mello-Leitão, 1927
- Meteusarcoides Mello-Leitão, 1922
- Mortola mortola Mello-Leitão, 1938
- Mortola Mello-Leitão, 1938
- Mortolinae Mello-Leitão, 1938
- Mummucina exlineae Mello-Leitão, 1943
- Munequita Mello-Leitão, 1941
- Neoancistrotus Mello-Leitão, 1927
- Neodiplothele Mello-Leitão, 1917
- Neosadocus Mello-Leitão, 1926
- Onostemma Mello-Leitão, 1938
- Pachylusius Mello-Leitão, 1949
- Paradiscocyrtus Mello-Leitão, 1927
- Parageaya Mello-Leitão, 1933
- Paraluederwaldtia Mello-Leitão, 1927
- Parapachylibunus Mello-Leitão, 1935
- Phalangochilus Mello-Leitão, 1938
- Philoponella Mello-Leitão, 1917
- Phormictopus australis Mello-Leitão, 1941
- Phormictopus ribeiroi Mello-Leitão, 1923
- Physoctonus Mello-Leitão, 1934
- Pikelinia Mello-Leitão, 1946
- Plesiopelma insulare (Mello-Leitão, 1923)
- Plesiopelma minense (Mello-Leitão, 1943)
- Plesiopelma physopus (Mello-Leitão, 1926)
- Plesiopelma rectimanum (Mello-Leitão, 1923)
- Poecilosophus Mello-Leitão, 1948
- Polyacanthoprocta Mello-Leitão, 1927
- Proctobunoides Mello-Leitão, 1944
- Prorachias bristowei Mello-Leitão, 1924
- Prorachias Mello-Leitão, 1924
- Proshapalopus anomalus Mello-Leitão, 1923
- Proshapalopus multicuspidatus (Mello-Leitão, 1929)
- Proshapalopus Mello-Leitão, 1923
- Psalistopoides Mello-Leitão, 1934
- Psammogeaya Mello-Leitão, 1946
- Pseudogyndes Mello-Leitão, 1932
- Pulocria Mello-Leitão, 1935
- Pygophalangodus Mello-Leitão, 1931
- Roeweria Mello-Leitão, 1923
- Ruschia Mello-Leitão, 1940
- Saitis spinosus (Mello-Leitão, 1945)
- Saitis variegatus Mello-Leitão, 1941
- Schizomus hanseni Mello-Leitão, 1931
- Sericopelma fallax Mello-Leitão, 1923
- Singram Mello-Leitão, 1937
- Sodreana Mello-Leitão, 1922
- Spinopilar Mello-Leitão, 1940
- Stygnobates Mello-Leitão, 1927
- Tapinauchenius violaceus (Mello-Leitão, 1930)
- Taquara Mello-Leitão, 1936
- Thiodina melanogaster Mello-Leitão, 1917
- Tibangara Mello-Leitão, 1940a
- Tingomaria Mello-Leitão, 1948
- Trichodamon froesi Mello-Leitão, 1940
- Trichodamon princeps Mello-Leitão, 1935
- Trichodamon Mello-Leitão, 1935
- Trichominua Mello-Leitão, 1938
- Triglochinura Mello-Leitão, 1924
- Tupacarana Mello-Leitão, 1939
- Uracantholeptes Mello-Leitão, 1926
- Urodiabunus Mello-Leitão, 1935
- Uropachylus Mello-Leitão, 1922
- Uspallata Mello-Leitão, 1938
- Uspallata pulchra Mello-Leitão, 1938
- Vitalius dubius (Mello-Leitão, 1923)
- Vitalius roseus (Mello-Leitão, 1923)
- Vitalius sorocabae (Mello-Leitão, 1923)
- Vitalius vellutinus (Mello-Leitão, 1923)
- Vitalius wacketi (Mello-Leitão, 1923)
- Ypsilonurus Mello-Leitão, 1933
- Yraguara Mello-Leitão, 1937
- Zalanodius Mello-Leitão, 1936
- Zortalia Mello-Leitão, 1936